# California Dreams Tour
California Dreams Tour fue la segunda gira de conciertos de la cantante y compositora estadounidense Katy Perry, y el apoyo de su segundo álbum de estudio, Teenage Dream. La gira comenzó el 20 de febrero de 2011 en Lisboa, Portugal y terminó el 22 de enero de 2012 en Manila, Filipinas.
El show está basado en la historia de una joven que vive en un mundo donde no existe el color y el amor es muy difícil de alcanzar. La creación de esta historia está basada en varios cuentos que Katy leía cuando era niña fue expuesto con dulces y colores como se ve en su vídeo de California Gurls, la gira tuvo buena recepción por parte de los admiradores y críticos de MTV, la gira contiene de todo un poco incluso un acto de magia en vivo.

## Antecedentes

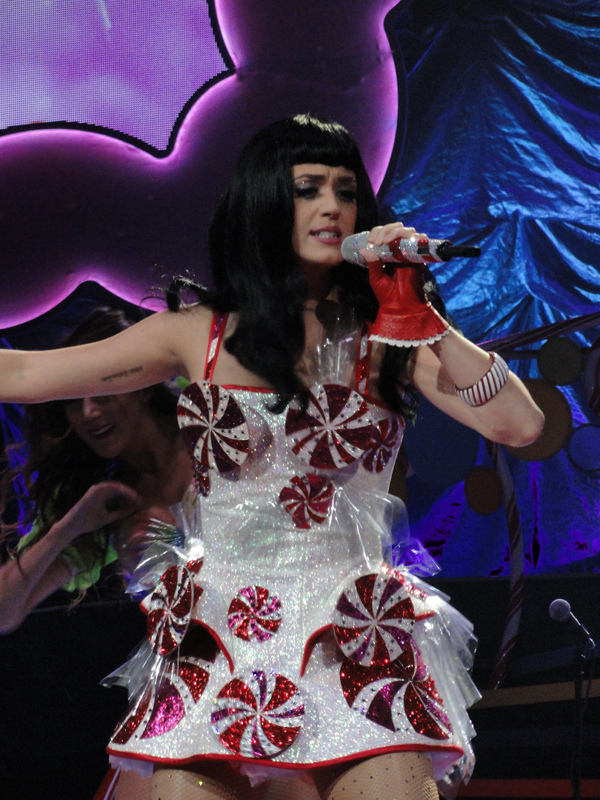
Katy Perry cantando "Teenage Dream" en Guadalajara, México.

Después de promocionar su álbum con "The Swit Promotion" Katy Perry y sus productores ya tenían preparado la siguiente gira musical de la cantante, donde aseguro que había pasado la fase de las frutas y ahora eran dulces pero su fascinación por los gatos siempre seria la misma

Supongo que tengo muchas ganas de hacer videos musicales en este nuevo álbum... y estoy muy entusiasmada con la incorporación de la mirada y la idea de algunas de las canciones en la gira y una producción masiva de la misma. Ustedes quieren un montón de imágenes. Yo quiero que sea 10 veces mejor que cuando yo estaba en mi última gira.
Katy Perry.

Luego de la promoción de su Teenage Dream, Perry quería expresar que en su próxima gira ella va a ser muy visual. En su cuenta de Twitter, ella dijo,"Voy a ser muy visual y van a participar todos mis sentidos: vista, oído, olfato, gusto, tacto".
La gira fue anunciada oficialmente en octubre de 2010 por varios medios de comunicación incluyendo el sitio web oficial de Katy, junto con el lanzamiento de su tercer single, Firework. En 2011, Katy anunció la etapa de América del Norte durante un chat en vivo en las redes sociales de Facebook. Katy dijo que en la gira va a ser una "superpower girl"("chica super poderosa"), Rubén, Yelle y Marina and the Diamonds abrirán sus espectáculos en varias etapas. Perry también dijo que participará activamente con sus fanes durante la gira en varias redes sociales como Facebook y Twitter.

## Actos de apertura
- Yelle (Reino Unido e Irlanda—Manga 1)[6]
- Calvin Harris (Reino Unido—Manga 1)[7]
- DJ Skeet Skeet (Europa;Manga 1)
- New Young Pony Club (Europa—Manga 1)
- Robyn (Norteamérica) [6]
- Marina and the Diamonds (Norteamérica) [6]
- Oh Land (Norte América, Reino Unido e Irlanda—Manga 2)[8]
- Jessie J (Norte América—Manga 2)[9]
- Natalia Kills (México y Argentina)

## Sinopsis del Concierto

### Welcome to Candyfornia

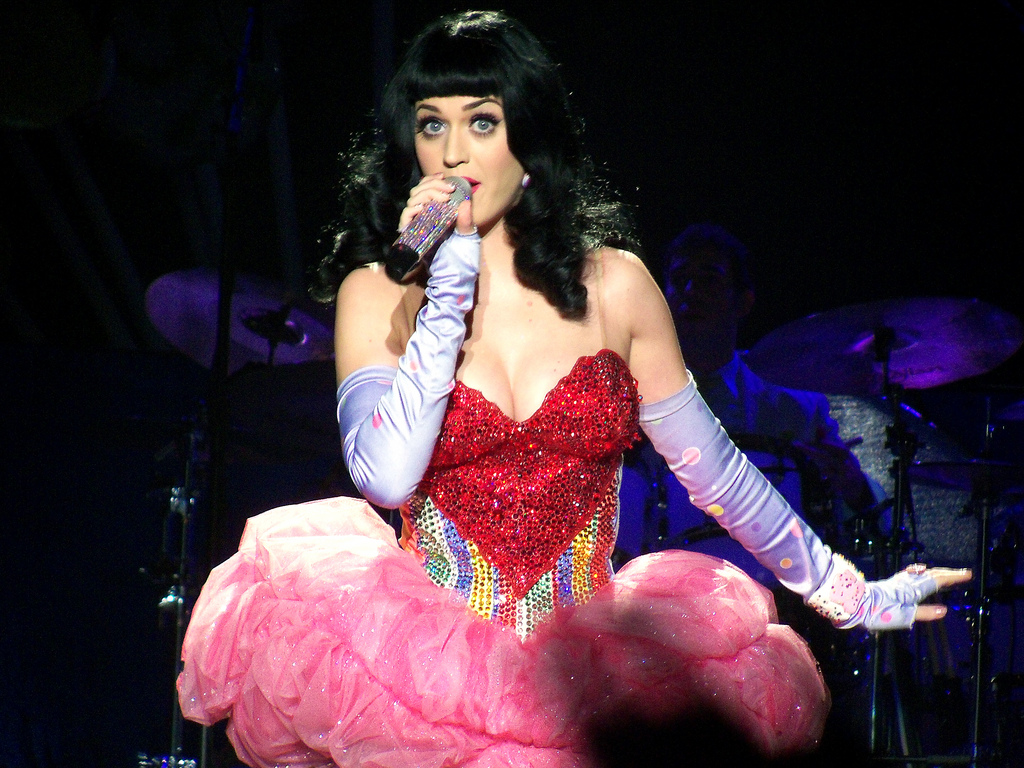
Katy Perry interpretando Hummingbird Heartbeat

El espectáculo comienza con una introducción de la pantalla de vídeo que cuenta la historia de una joven llamada Katy, que vive en un mundo incoloro. Ella se la pasa todo el rato cortando carne con un carnicero de la edad media, que al ver que Katy no lo hace bien la regaña y corre. 
Al caminar hacía su casa, observa que en una pequeña panadería hay un chico muy guapo y decide pasar y comprar un pastelillo, pero todos son muy caros excepto uno muy pequeño. Katy y el joven panadero se enamoran a primera vista. 
Se va a su casa a compartir su pastelillo con su gatita Kitty Purry y una noche más, Perry pide un deseo el mismo deseo de cada noche: "I Wish I Get Out Of Here" (Ojala Me Fuese De Aquí) mientras el narrador dice "Esta Noche Se Puede Cumplir". Al dormir tiene pesadillas y al despertar ve que su pequeña gatita no está. La comienza a llamar varias veces, pero de pronto ve su cola y la empieza a seguir. Cuando sale de su cuarto se lleva una sorpresa, se da cuenta de que esta en un lugar lleno de colores dulces y alegría. 
Al ver a su gatita en ese lugar se da cuenta de que el deseo se había hecho realidad. Katy entra a Candyfornia interpretando Teenage Dream. La protagonista se da cuenta de que no está en un mundo incoloro y de la alegría se cuenta que su corazón tiene un latido de colibrí y Hummingbird Heartbeat es interpretada al terminar comienza a buscar a su pequeña gatita. Ahí se encuentra con una máquina tragamonedas y Waking Up In Vegas es recitada.

### Night in Candyfornia
Ella abandona el escenario para alcanzar a su gatita. De pronto sucede un breve cambio de vestuario, mientras que un interludio vídeo muestra a Perry tomando un atajo que le conduce a un bosque de caramelo.
De pronto ve pasar a su gatita por un puente de chocoloate y Katy va hacia ella cuando aparecen dos Mimos muy graciosos que quieren jugar con ella. Uno de ellos la comienza a pintar y el otro la agrega como su amiga en "Facespace". Katy se molesta con el dibujo y con los mimos la acorralaron y ella se fue corriendo.
De pronto sale con un vestido color azul y una corona interpretando Ur So Gay. 
Uno de los mimos tiene un Browny y Katy quiere comer un pedazo. Muy amablemente le pide a los mimos un pedacito de Browny. Se les acerca y les pregunta "¿Esto Es Candyfornia?". Cuando le dicen que si ella les pide solo una mordida. Aceptan darle una mordida y cuando le muerde, un raro efecto surge en ella que la hace más atrevida. 
Entonces Peacock es interpretada mientras está bajo el efecto del Browny. 
Al terminar se siente muy feliz así que después de un breve cambio de vestuario, sube a un chico al escenario y le da una sorpresa; un beso. Pero de pronto se da cuenta de que su esposo esta presente así que baja al chico. 
I Kissed A Girl es la siguiente canción. Se siente tan mareada que se desmaya y los guardias van por ella, ahora está enojada porque su gatita no aparece y continua con su búsqueda.

### Dark side of Candyfornia
En la siguiente sección, un interludio muestra que Katy está confundida debido al Browny. Katy encuentra la cola de Kitty Purry, entonces decide tirar de ella y con varios giros se convierte en una gatita. 
En las pantallas se muestra el carnicero riéndose de Katy cuando empiezan a sonar unas alarmas. Circle the Drain es la canción que se interpreta para desvanecer el hechizo y tirar todo al drenaje. Ella está acorralada por carniceros y se siente confundida y mala.
Empieza a tener en mente un objetivo: se da cuenta de que su enamorado "The Bake's Boy" es el único que la puede ayudar así que lo empieza a llamar cantándole su canción E.T. Es la canción interpretada para hacer que su enamorado venga al ver que el no viene se pone triste y se da cuenta de que no tiene razón para vivir se pregunta "Who Am I Living For?". Todos los carniceros la acosan y tiran de ella. Quieren que ella regrese a su mundo lleno de blanco y negro. 
Ella se desmaya y dos chicas que iban caminando la encuentran tirada en el suelo de Candyfornia. Viéndose una a la otra sacan la conclusión de que ella es una perla hermosa y las dos empiezan a corar «Pearl» hasta que ella despierte. Cuando Katy abre los ojos y se da cuenta de que tiene un vestido de hermosas perlas y se da cuenta de que el hechizo había terminado.

### Acoustic Set

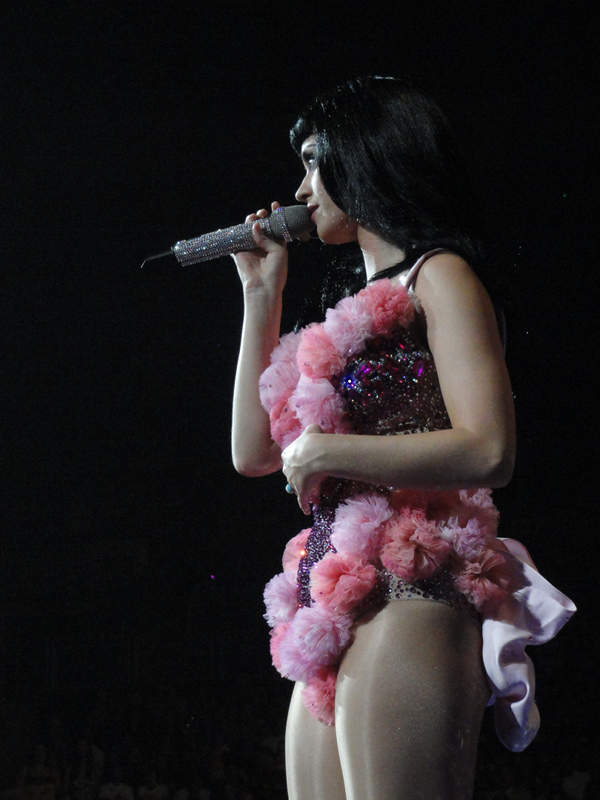
Katy Cantando "The One That Got Away"'

Después de un interludio breve vídeo, Katy terminó con la confusión del Browny y siguió caminando muy inocentemente.
Entonces encontró a una pareja muy feliz que iban agarrados de la mano. Los dos ríen con ella y siguen su camino. Entonces Katy recuerda cuando su enamorado le dio la mano para entregarle su Cupcake. Ella se imagina que estaban juntos pero solo es su imaginación. 
Entonces sube a un columpio y comienza a cantar Not Like The Movies mientras en la parte de atrás aparecen videos proyectados de películas de amor. Katy se da cuenta de que tuvo un enamorado y que se había ido. Baja del columpio, se sienta y con su guitarra le empieza a cantar The One That Got Away, que es la primera canción acústica en el tour. Mientras la canta tiene la oportunidad de hablar con la gente e interpreta sus canciones favoritas. 
Mientras quiere encontrar a su enamorado se sube a una nube de algodón rosa y se eleva interpretando Thinking of You para que su enamorado la escuche. Al ver que no viene, ella sigue en búsqueda de su gatito y ahora también de su enamorado.

### The Blue Tribute
La siguiente sección comienza con otro interludio video donde Perry finalmente encuentra de Kitty Purry donde su gatita le entrega una carta muy conmovedora: "To Find The Love That's True, You Must Wear the Wig That's Blue" (Para Encontrar El Amor Verdadero, La Peluca Azul Debes Usar). Kitty Purry le entrega una invitación donde la están invitando a la fiesta especial de panaderos de esa noche, en la que también va su enamorado.
Katy se preocupa porque no tiene nada que ponerse y no sabe que ponerse así que Hot N Cold se interpreta cuando regresa al escenario. En el transcurso de la canción, Perry va cambiando de vestuario mágicamente, hasta que termina con un vestido simulando un helado napolitano. Last Friday Night (T.G.I.F.) es la siguiente canción en la lista (En algunos conciertos aparece Kathy Beth Terry, la adolescente nerd que interpreta Katy en el video musical de esa canción). Al terminar Katy interpreta I Wanna Dance With Somebody de la cantante Whitney Houston mientras que sube a gente al escenario. Kitty Purry aparece en el escenario, e invitan a algunas personas a subir al escenario. Firework es interpretada al finalizar este cover.

### The Sweet End
La repetición se inicia con el interludio final del show, el cual revela que Perry ha estado soñando todo el tiempo. Entonces de repente su enamorado entra en su cuarto con un traje de galleta y un cupcake. Entonces Perry interpreta California Gurls, mientras es interpretada, se arrojan varias pelotas de playa, espuma y muchos papeles de colores.

## Lista de canciones

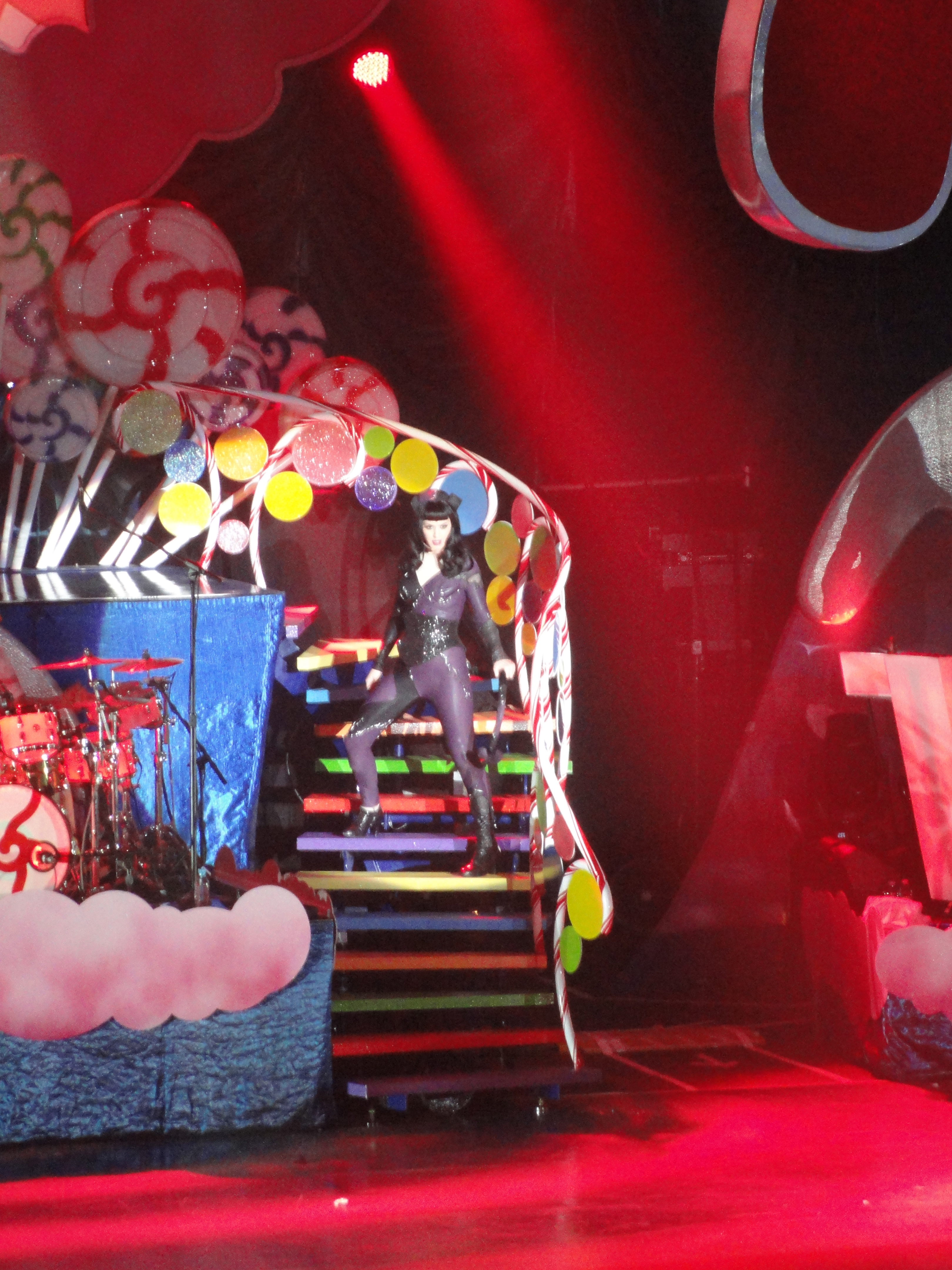
Katy interpretando "Circle The Drain" en Inglaterra

"Intro: Welcome to Candyfornia"
1. "Teenage Dream"
2. "Hummingbird Heartbeat"
3. "Waking Up in Vegas"

"Acto 2: Visual touch"
1. "Ur So Gay"
2. "Peacock"
3. "I Kissed a Girl"

"Acto 3: Meat"
1. "Circle the Drain"
2. "E.T."
3. "Who Am I Living For"
4. "Pearl"

"Acto 4: Wedding wrong"
1. "Not Like the Movies"
2. "The One That Got Away"
3. "Thinking of You"

"Acto 5: Blue tribute"
1. "Hot N Cold"
2. "Last Friday Night (T.G.I.F.)"
3. I Wanna Dance with Somebody
4. "Firework"

"Encore - The Sweet Final"
1. "California Gurls"

## Part of Me: La película
El concierto fue grabado durante su presentación en Los Ángeles, California, ciudad natal de Katy en el Staples Center el 23 de noviembre el evento fue completamente gratuito y antes de empezar publicó en su cuenta de Twitter, "Estamos grabando nuestro DVD, así que griten mucho". Tiene un contrato y para el mes de julio se lanzará una película titulada Katy Perry: Part Of Me la película mostrará una biografía de la cantante con las presentaciones de su gira de conciertos así como escenas de cuando era una niña y el momento en el que se empezó a apasionar por la música, la película será transmitida en Digital 3D para todo el mundo y se planea lazar un DVD exclusivo del California Dreams Tour con todos los interludios y aparte la película.

### Vestuario
Katy señaló a través de un tuit que los vestuarios para el tour fueron diseñados por Victoria's Secret y para sus conciertos en América hubo una serie de cambios como:
Acto 1: Katy antes de la renovación usaba un vestido con un corazón en el pecho y una falda en forma de nube rosa para cantar Teenage Dream, Hummingbird Heartbeat y Waking Up in Vegas, luego lo reemplazó por un vestido blanco con caramelos giratorios.
Acto 2: Para cantar Ur So Gay usaba un vestido lila con unas pequeñas hombreras, poco después lo cambió por uno Calipso muy similar al que usaba, pero a éste le añadía unas pronunciadas hombreras y una pequeña corona azul similar a las plumas de un Pavo real, en su presentación de Peacock no hubo ningún cambio. En I Kissed a Girl Katy usaba un vestido verde hecho de seda con brillantina para luego agregarle caramelos y helados en la cintura, sin dejar de lado una estola de colores.
Acto 3: Para cantar Circle The Drain, E.T y Who Am I Living For? Katy lucía una atuendo muy apretado, hecho de seda, unas partes de látex, era totalmente lila con un corsé negro y tenía una cola con dos orejas para simular el cuerpo de un gato, su primera renovación fue también con el fin de simular a un gato, sólo que este era un traje completamente hecho de hilo y seda, era completamente negro con caramelos de color verde fosforescente y finalmente para sus últimos conciertos usó un traje completamente negro con un corsé negro. Para su presentación de Pearl Katy usaba una túnica completamente blanca pero luego le agregó unos trazos de diamantes plásticos en los hombros.
En el concierto de Brasil se cambió por una túnica del color de la bandera.
Acto 4: En este acto Katy utilizó el mismo traje en Not Like The Movies, The One That Got Away y Thinking of You, utilizaba un vestido de seda de color piel, luego utilizó una especie de bañador con algodón de azúcar pegado a él, finalmente usó un vestido rojo con blanco simulando un caramelo.
Acto 5: Lo único que cambio fue que al final de la canción Hot N Cold Katy usaba un vestido largo con conos en el pecho, poco después lo cambió por uno con cerezas en el pecho y chocolate derramado en la parte de abajo del vestido, utilizó el mismo traje en Last Friday Night (T.G.I.F.).
Acto 6: Para cantar Firework Katy primero usaba una malla brillante celeste con grandes caramelos cayéndole, luego lo cambió por un bañador blanco con luces. En California Gurls Katy usaba un vestido cónico con cupcakes de colores, pero al ser muy pesado para Katy, lo cambió por un traje de dos piezas que simulaba un Hershey's Kisses totalmente plateado.

## Recepción de la Gira

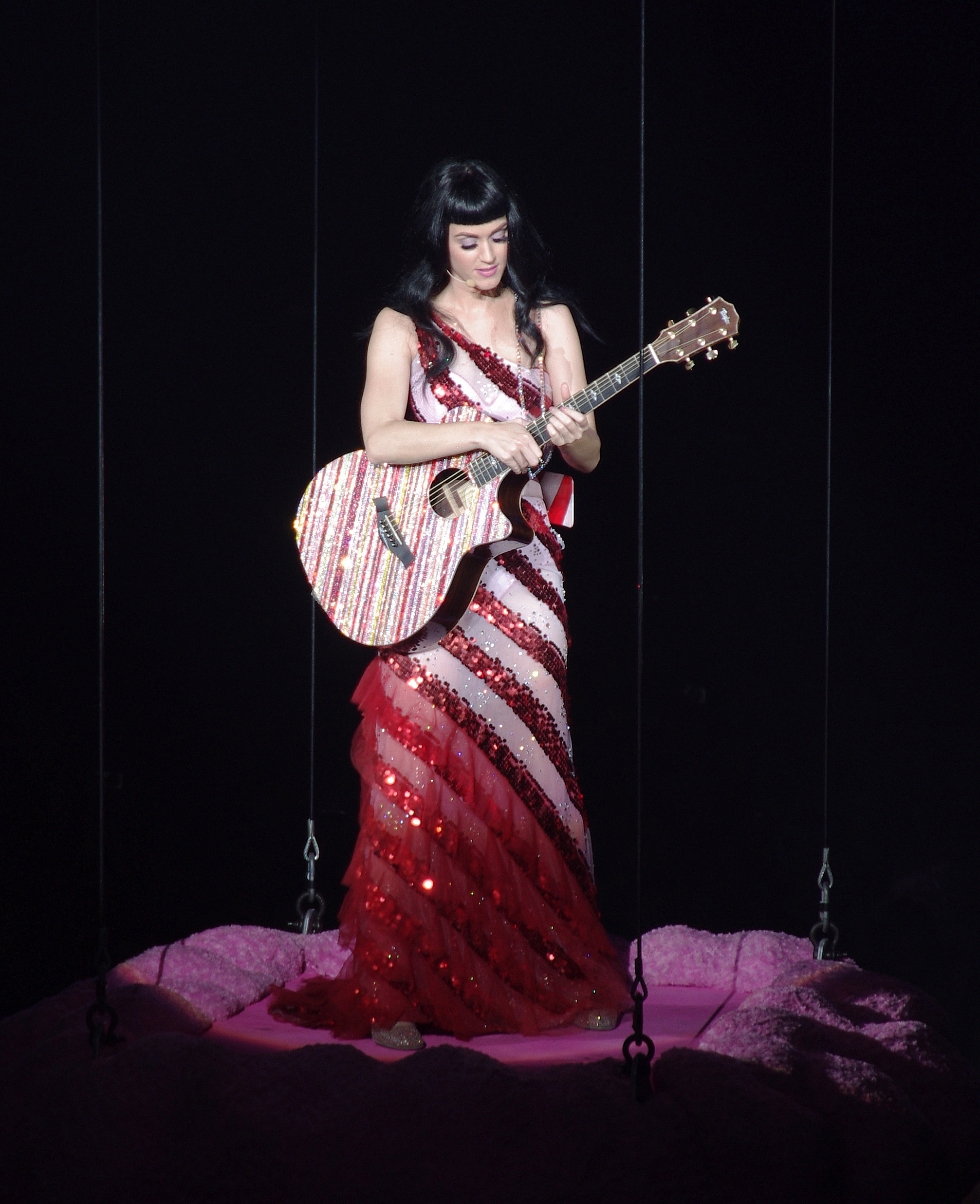
Katy Perry Interpretando Thinking of You.